# 恆春縣志
恆春縣志是清朝恆春縣的方，書成於光緒二十年（1894年），在當時並未刊行，主修者是恆春縣知縣陳文緯，總纂為浙江人屠繼善。全書共有二十二卷，另有卷首、卷末。

## 沿革
《恆春縣志》的編纂是由知縣陳文緯囑屠繼善為總纂，汪春源、邱輔康等為採訪，約花一年時間完成。然而由於書稿完成時碰到甲午戰爭與乙未割臺，所以並未刊行，書稿則由陳文緯帶回中國大陸，此後一度下落不明。
二次大戰之後，臺灣大學教授方豪於1948年冬天在中研院史語所搬遷來臺的文物資料中發現了《恆春縣志》的書稿，之後於1951年由臺灣省文獻委員會將之標校出版。

## 版本
- 抄本：南京圖書館「修史盧鈔本」、中央研究院傅斯年圖書館「修史盧鈔本」曬藍本。
- 排印本：
  - 臺灣省文獻委員會版
  - 臺灣文獻叢刊本
  - 臺灣方志彙編本